# Trường Trung học phổ thông Thanh Hà, Hải Dương
Trường Trung học phổ thông Thanh Hà nằm ở thị trấn Thanh Hà, huyện Thanh Hà, được thành lập năm 1965, là một trong những trường có bề dày lịch sử mảnh đất xứ Đông.

## Lịch sử
Tháng 8/1965, thành lập nhà trường với tên gọi Trường Phổ thông cấp III Thanh Hà; quy mô ban đầu 9 giáo viên, 3 lớp với 162 học sinh (1 lớp 9 là học sinh chuyển về từ các trường Nam Sách, Kim Thành, Tứ Kỳ, Hồng Quang và 2 lớp 8 mới tuyển). Hiệu trưởng đầu tiên là nhà giáo Bùi Tinh Quang.
Năm 1967 – 1968, Trường Phổ thông cấp III Thanh Hà tách thành hai trường: Trường Phổ thông cấp III A (đóng tại xã Thanh Khê, huyện Thanh Hà, do nhà giáo Bùi Tinh Quang làm Hiệu trưởng) và trường Phổ thông cấp III B (xã Liên Mạc, huyện Thanh Hà do nhà giáo Nguyễn An Cương làm Hiệu trưởng).
Năm 1970 – 1971, hai trường sáp nhập trở lại do nhà giáo Bùi Tinh Quang làm Hiệu trưởng nhưng vẫn chia thành hai phân hiệu: Phân hiệu A (tại xã Thanh Khê), phân hiệu B (tại xã Cẩm Chế).
Tháng 2 năm 1973, hai phân hiệu quy tụ xã Thanh Bình nay là thị trấn Thanh Hà, huyện Thanh Hà cho đến ngay nay.
Giai đoạn 1983-2000, nhà giáo Nguyễn Đình Thu làm hiệu trưởng. Năm học 1995-1996 nhà trường có 27 lớp với 1.284 học sinh; tỷ lệ học sinh đạt học lực khá, giỏi chiếm 30%, học sinh thi đỗ tốt nghiệp đạt 95-98%, học sinh thi đỗ vào đại học tăng từ 15-25%, thi học sinh giỏi tỉnh có 50% học sinh dự thi đạt giải.
Thời kỳ 2000 – 2009, nhà giáo Nguyễn Văn Bằng làm hiệu trưởng.
Thời kỳ 2009 – 2018, nhà giáo Nguyễn Bá Dũng làm hiệu trưởng.
Thời kỳ 2018 - 2024, nhà giáo Trịnh Xuân Trường làm hiệu trưởng
Thời kỳ 2024 - nay, nhà giáo Lê Xuân Nguyên làm hiệu trưởng.

## Giai đoạn hiện nay
Quy mô nhà trường: tổng diện tích 14.000 m²; 33 phòng học kiên cố cao tầng, 06 phòng học bộ môn đạt chuẩn (1 phòng Vật lý, 1 phòng Hoá, 1 phòng Sinh, 1 phòng nghe nhìn, 2 phòng Tin học), 1 phòng truyền thống, 1 phòng thư viện đạt chuẩn, 1 phòng y tế; 6 tổ chuyên môn và 1 tổ văn phòng.
Số cán bộ, viên chức 83 người (trong đó 72 giáo viên) với trình độ chuyên môn: trên đại học 16 người, 62 đại học...

## Thành tựu
Năm 1995: Huân chương lao động hạng Ba.
Năm 2014: Bằng công nhận Trường THPT đạt Chuẩn Quốc gia (Quyết định số 1106/QĐ-UBND ngày 08/5/2014 của Ủy ban nhân dân tỉnh Hải Dương).

## Đường lên đỉnh Olympia

#### Trong cuộc thiĐường lên đỉnh Olympia
| Thí sinh         | Năm thi    | Tuần               | Tháng             | Quý | Năm |
| ---------------- | ---------- | ------------------ | ----------------- | --- | --- |
| Lê Qúy Bảo       | Olympia 10 | Giải nhì-270 điểm  | Giải nhì-215 điểm |     |     |
| Nguyễn Hoài Nam  | Olympia 16 | Giải nhất-230 điểm | Giải ba-170 điểm  |     |     |
| Phạm Thu Hằng    | Olympia 20 | Giải ba-130 điểm   |                   |     |     |
| Nguyễn Ngọc Dũng | Olympia 21 | Giải nhất-380 điểm | Giải ba-50 điểm   |     |     |
| Nguyễn Thị Mai   | Olympia 22 | Giải ba-155 Điểm   |                   |     |     |